# Shahrestān-e Lārestān
Shahrestān-e Lārestān (persiska: شهرستان لارستان, لارستان) är en delprovins (shahrestan) i Iran.   Den ligger i provinsen Fars, i den södra delen av landet, 900 km söder om huvudstaden Teheran.
Delprovinsen hade 213 920 invånare 2016.